# Diocesi di Port Blair
La diocesi di Port Blair (in latino Dioecesis Portus Blairensis) è una sede della Chiesa cattolica in India suffraganea dell'arcidiocesi di Ranchi. Nel 2021 contava 40.664 battezzati su 484.000 abitanti. È retta dal vescovo Visuvasam Selvaraj.

## Territorio
La diocesi comprende l'intero territorio insulare di Andamane e Nicobare, in India.
Sede vescovile è la città di Port Blair, dove si trova la cattedrale di Stella Maris.
Il territorio è suddiviso in 16 parrocchie.

## Storia
La diocesi è stata eretta il 22 giugno 1984 con la bolla Ex quo Christus di papa Giovanni Paolo II, ricavandone il territorio dall'arcidiocesi di Ranchi.

## Cronotassi dei vescovi
Si omettono i periodi di sede vacante non superiori ai 2 anni o non storicamente accertati.
- Aleixo das Neves Dias, S.F.X. (22 giugno 1984 - 6 gennaio 2019 dimesso)
  - Sede vacante (2019-2021)
- Visuvasam Selvaraj, dal 29 giugno 2021

## Statistiche
La diocesi nel 2021 su una popolazione di 484.000 persone contava 40.664 battezzati, corrispondenti all'8,4% del totale.
| anno | popolazione | popolazione | popolazione | presbiteri | presbiteri | presbiteri | presbiteri                | diaconi | religiosi | religiosi | parrocchie |
| anno | battezzati  | totale      | %           | numero     | secolari   | regolari   | battezzati per presbitero | diaconi | uomini    | donne     | parrocchie |
| ---- | ----------- | ----------- | ----------- | ---------- | ---------- | ---------- | ------------------------- | ------- | --------- | --------- | ---------- |
| 1990 | 23.097      | 198.000     | 11,7        | 18         |            | 18         | 1.283                     |         | 20        | 43        | 8          |
| 1999 | 35.469      | 392.969     | 9,0         | 28         | 8          | 20         | 1.266                     |         | 21        | 82        | 11         |
| 2000 | 36.436      | 398.864     | 9,1         | 28         | 8          | 20         | 1.301                     |         | 21        | 78        | 11         |
| 2001 | 38.652      | 421.217     | 9,2         | 31         | 10         | 21         | 1.246                     |         | 22        | 81        | 11         |
| 2002 | 38.120      | 410.098     | 9,3         | 32         | 12         | 20         | 1.191                     |         | 21        | 85        | 12         |
| 2003 | 38.860      | 356.265     | 10,9        | 38         | 14         | 24         | 1.022                     |         | 24        | 88        | 12         |
| 2004 | 39.469      | 356.265     | 11,1        | 38         | 14         | 24         | 1.038                     |         | 24        | 86        | 13         |
| 2013 | 34.619      | 398.000     | 8,7         | 43         | 22         | 21         | 805                       |         | 25        | 95        | 14         |
| 2016 | 34.439      | 433.634     | 7,9         | 44         | 23         | 21         | 782                       |         | 25        | 94        | 14         |
| 2019 | 40.876      | 473.730     | 8,6         | 47         | 24         | 23         | 869                       |         | 24        | 128       | 16         |
| 2021 | 40.664      | 484.000     | 8,4         | 46         | 23         | 23         | 884                       |         | 24        | 136       | 16         |